# Philodromus
Philodromus es un género de arañas cangrejo de la familia Philodromidae.
Las más de 250 especies descritas se distribuyen por toda la región holártica, y pocas especies llegan a regiones más meridionales. Algunos se encuentran en ciertas partes de África, con especies esporádicas hasta Australia. Solo una especie (P. traviatus) se encuentra en América del Sur. Hay 16 especies en Europa Central.

## Especies
- Philodromus ablegminus Szita & Logunov, 2008
- Philodromus afroglaucinus Muster & Bosmans, 2007
- Philodromus alascensis Keyserling, 1884
- Philodromus albicans O. P.-Cambridge, 1897
- Philodromus albidus Kulczynski, 1911
- Philodromus albofrenatus Simon, 1907
- Philodromus albolimbatus Thorell, 1895
- Philodromus alboniger Caporiacco, 1949
- Philodromus aliensis Hu, 2001
- Philodromus angulobulbis Szita & Logunov, 2008
- Philodromus anomalus Gertsch, 1934
- Philodromus archettii Caporiacco, 1941
- Philodromus arizonensis Dondale & Redner, 1969
- Philodromus aryy Marusik, 1991
- Philodromus ashae Gajbe & Gajbe, 1999
- Philodromus assamensis Tikader, 1962
- Philodromus aureolus (Clerck, 1757)
- Philodromus auricomus L. Koch, 1878
- Philodromus austerus (L. Koch, 1876)
- Philodromus azcursor Logunov & Huseynov, 2008
- Philodromus barmani Tikader, 1980
- Philodromus barrowsi Gertsch, 1934
- Philodromus betrabatai Tikader, 1966
- Philodromus bhagirathai Tikader, 1966
- Philodromus bicornutus Schmidt & Krause, 1995
- Philodromus bigibbosus Caporiacco, 1941
- Philodromus bigibbus (O. P.-Cambridge, 1876)
  - Philodromus bigibbus australis Lawrence, 1928
- Philodromus bilineatus Bryant, 1933
- Philodromus bimuricatus Dondale & Redner, 1968
- Philodromus bistigma Simon, 1870
- Philodromus blanckei (Wunderlich, 1995)
- Philodromus bonneti Karol, 1968
- Philodromus borana Caporiacco, 1939
- Philodromus bosmansi Muster & Thaler, 2004
- Philodromus brachycephalus Lawrence, 1952
- Philodromus breviductus Dondale & Redner, 1969
- Philodromus browningi Lawrence, 1952
- Philodromus buchari Kubcová, 2004
- Philodromus buxi Simon, 1884
- Philodromus caffer Strand, 1907
- Philodromus calidus Lucas, 1846
- Philodromus californicus Keyserling, 1884
- Philodromus cammarus Rossi, 1846
- Philodromus caporiaccoi Roewer, 1951
- Philodromus caspius Ponomarev, 2008
- Philodromus casseli Simon, 1899
- Philodromus catagraphus Simon, 1870
- Philodromus cavatus Dondale & Redner, 1969
- Philodromus cayanus Taczanowski, 1872
- Philodromus cespitum (Walckenaer, 1802)
- Philodromus chambaensis Tikader, 1980
- Philodromus chamisis Schick, 1965
- Philodromus cinerascens O. P.-Cambridge, 1885
- Philodromus cinereus O. P.-Cambridge, 1876
- Philodromus coachellae Schick, 1965
- Philodromus collinus C. L. Koch, 1835
- Philodromus corradii Caporiacco, 1941
- Philodromus cubanus Dondale & Redner, 1968
- Philodromus cufrae Caporiacco, 1936
- Philodromus daoxianen Yin, Peng & Kim, 1999
- Philodromus decoratus Tikader, 1962
- Philodromus denisi Levy, 1977
- Philodromus depriesteri Braun, 1965
- Philodromus devhutai Tikader, 1966
- Philodromus diablae Schick, 1965
- Philodromus digitatus Yang, Zhu & Song, 2005
- Philodromus dilatatus Caporiacco, 1940
- Philodromus dilutus Thorell, 1875
- Philodromus dispar Walckenaer, 1826
  - Philodromus dispar obscurus Lebert, 1877
- Philodromus distans Dondale & Redner, 1968
- Philodromus domesticus Tikader, 1962
- Philodromus droseroides Schick, 1965
- Philodromus dubius Caporiacco, 1933
- Philodromus durvei Tikader, 1980
- Philodromus emarginatus (Schrank, 1803)
  - Philodromus emarginatus lusitanicus Kulczynski, 1911
- Philodromus epigynatus Strand, 1909
- Philodromus erythrops Caporiacco, 1933
- Philodromus exilis Banks, 1892
- Philodromus fallax Sundevall, 1833
- Philodromus femurostriatus Muster, 2009
- Philodromus floridensis Banks, 1904
- Philodromus foucauldi Denis, 1954
- Philodromus frontosus Simon, 1897
- Philodromus fuscolimbatus Lucas, 1846
- Philodromus fuscomarginatus (De Geer, 1778)
- Philodromus generalii Canestrini, 1868
- Philodromus gertschi Schick, 1965
- Philodromus glaucinus Simon, 1870
- Philodromus grazianii Caporiacco, 1933
- Philodromus grosi Lessert, 1943
- Philodromus guineensis Millot, 1942
- Philodromus gyirongensis Hu, 2001
- Philodromus hadzii Silhavy, 1944
- Philodromus halophilus (Levy, 1977)
- Philodromus harrietae Dondale & Redner, 1969
- Philodromus hierosolymitanus Levy, 1977
- Philodromus hierroensis Wunderlich, 1992
- Philodromus histrio (Latreille, 1819)
- Philodromus hiulcus (Pavesi, 1883)
- Philodromus hui Yang & Mao, 2002
- Philodromus humilis Kroneberg, 1875
- Philodromus imbecillus Keyserling, 1880
- Philodromus immaculatus Denis, 1955
- Philodromus infectus Dondale & Redner, 1969
- Philodromus infuscatus Keyserling, 1880
  - Philodromus infuscatus utus Chamberlin, 1921
- Philodromus insperatus Schick, 1965
- Philodromus insulanus Kulczynski, 1905
- Philodromus jabalpurensis Gajbe & Gajbe, 1999
- Philodromus jimredneri Jiménez, 1989
- Philodromus johani Muster, 2009
- Philodromus josemitensis Gertsch, 1934
- Philodromus juvencus Kulczynski, 1895
- Philodromus kalliaensis Levy, 1977
- Philodromus kendrabatai Tikader, 1966
- Philodromus ketani Gajbe, 2005
- Philodromus keyserlingi Marx, 1890
- Philodromus kianganensis Barrion & Litsinger, 1995
- Philodromus kraepelini Simon, 1905
- Philodromus krausi Muster & Thaler, 2004
- Philodromus lamellipalpis Muster, 2007
- Philodromus lanchowensis Schenkel, 1936
- Philodromus laricium Simon, 1875
- Philodromus lasaensis Yin et al., 2000
- Philodromus laticeps Keyserling, 1880
- Philodromus latrophagus Levy, 1999
- Philodromus legae Caporiacco, 1941
- Philodromus lepidus Blackwall, 1870
- Philodromus leucomarginatus Paik, 1979
- Philodromus lhasana Hu, 2001
- Philodromus lividus Simon, 1875
- Philodromus longiductus Dondale & Redner, 1969
- Philodromus longipalpis Simon, 1870
- Philodromus lugens (O. P.-Cambridge, 1876)
- Philodromus lunatus Muster & Thaler, 2004
- Philodromus luteovirescens Urquhart, 1893
- Philodromus lutulentus Gertsch, 1934
- Philodromus maculatovittatus Strand, 1906
- Philodromus maestrii Caporiacco, 1941
- Philodromus maghrebi Muster, 2009
- Philodromus mainlingensis Hu & Li, 1987
- Philodromus maliniae Tikader, 1966
- Philodromus manikae Tikader, 1971
- Philodromus margaritatus (Clerck, 1757)
- Philodromus marginellus Banks, 1901
- Philodromus marmoratus Kulczynski, 1891
- Philodromus marusiki (Logunov, 1997)
- Philodromus marxi Keyserling, 1884
- Philodromus mediocris Gertsch, 1934
- Philodromus medius O. P.-Cambridge, 1872
- Philodromus melanostomus Thorell, 1895
- Philodromus mexicanus Dondale & Redner, 1969
- Philodromus micans Menge, 1875
- Philodromus mineri Gertsch, 1933
- Philodromus minutus Banks, 1892
- Philodromus mississippianus Dondale & Redner, 1969
- Philodromus mohiniae Tikader, 1966
- Philodromus molarius L. Koch, 1879
- Philodromus montanus Bryant, 1933
- Philodromus morsus Karsch, 1884
- Philodromus multispinus Caporiacco, 1933
- Philodromus mysticus Dondale & Redner, 1975
- Philodromus naxcivanicus Logunov & Huseynov, 2008
- Philodromus nigrostriatipes Bösenberg & Strand, 1906
- Philodromus niveus Vinson, 1863
- Philodromus omercooperi Denis, 1947
- Philodromus oneida Levi, 1951
- Philodromus orarius Schick, 1965
- Philodromus orientalis Schenkel, 1963
- Philodromus otjimbumbe Lawrence, 1927
- Philodromus pali Gajbe & Gajbe, 2001
- Philodromus panganii Caporiacco, 1947
- Philodromus pardalis Muster & Bosmans, 2007
- Philodromus parietalis Simon, 1875
- Philodromus partitus Lessert, 1919
- Philodromus pawani Gajbe, 2005
- Philodromus pelagonus Silhavy, 1944
- Philodromus peninsulanus Gertsch, 1934
- Philodromus pentheri Muster, 2009
- Philodromus pericu Jiménez, 1989
- Philodromus pernix Blackwall, 1846
- Philodromus pesbovis Caporiacco, 1949
- Philodromus petrobius Schmidt & Krause, 1995
- Philodromus pictus Kroneberg, 1875
- Philodromus pinetorum Muster, 2009
- Philodromus pinyonelis Schick, 1965
- Philodromus placidus Banks, 1892
- Philodromus planus (L. Koch, 1875)
- Philodromus poecilus (Thorell, 1872)
- Philodromus populicola Denis, 1958
- Philodromus praedatus O. P.-Cambridge, 1871
- Philodromus praelustris Keyserling, 1880
- Philodromus pratariae (Scheffer, 1904)
- Philodromus pratarioides Dondale & Redner, 1969
- Philodromus problematicus Strand, 1906
- Philodromus probolus Dondale & Redner, 1969
- Philodromus psaronius Dondale & Redner, 1968
- Philodromus pseudanomalus Dondale & Redner, 1969
- Philodromus pseudoexilis Paik, 1979
- Philodromus pulchellus Lucas, 1846
- Philodromus punctatissimus Roewer, 1962
- Philodromus punctiger O. P.-Cambridge, 1908
- Philodromus punctisternus Caporiacco, 1940
- Philodromus pygmaeus Levy, 1977
- Philodromus quercicola Schick, 1965
- Philodromus rajani Gajbe, 2005
- Philodromus renarius Wu & Song, 1987
- Philodromus rikhteri Logunov & Huseynov, 2008
- Philodromus rodecki Gertsch & Jellison, 1939
- Philodromus roseus Kishida, 1914
- Philodromus ruficapillus Simon, 1885
- Philodromus rufus Walckenaer, 1826
  - Philodromus rufus jenningsi Cutler, 2003
  - Philodromus rufus pacificus Banks, 1898
  - Philodromus rufus quartus Dondale & Redner, 1968
  - Philodromus rufus vibrans Dondale, 1964
- Philodromus sanjeevi Gajbe, 2004
- Philodromus satullus Keyserling, 1880
- Philodromus schicki Dondale & Redner, 1968
- Philodromus separatus Dondale & Redner, 1969
- Philodromus shaochui Yin et al., 2000
- Philodromus shillongensis Tikader, 1962
- Philodromus signatus O. P.-Cambridge, 1869
- Philodromus silvestrii Caporiacco, 1940
- Philodromus simillimus Denis, 1962
- Philodromus simoni Mello-Leitão, 1929
- Philodromus sinaiticus Levy, 1977
- Philodromus speciosus Gertsch, 1934
- Philodromus spectabilis Keyserling, 1880
- Philodromus spinitarsis Simon, 1895
- Philodromus sticticus Lucas, 1858
- Philodromus subaureolus Bösenberg & Strand, 1906
- Philodromus tabupumensis Petrunkevitch, 1914
- Philodromus thanatellus Strand, 1909
- Philodromus timidus Szita & Logunov, 2008
- Philodromus tiwarii Basu, 1973
- Philodromus tortus Dondale & Redner, 1969
- Philodromus traviatus Banks, 1929
- Philodromus triangulatus Wu & Song, 1987
- Philodromus tuvinensis Szita & Logunov, 2008
- Philodromus undarum Barnes, 1953
- Philodromus utotchkini Marusik, 1991
- Philodromus vagulus Simon, 1875
- Philodromus validus (Gertsch, 1933)
- Philodromus venustus O. P.-Cambridge, 1876
- Philodromus verityi Schick, 1965
- Philodromus victor Lessert, 1943
- Philodromus vinokurovi Marusik, 1991
- Philodromus v-notatus Caporiacco, 1947
- Philodromus vulgaris (Hentz, 1847)
- Philodromus vulpio Simon, 1910
- Philodromus wunderlichi Muster & Thaler, 2007
- Philodromus xerophilus Szita & Logunov, 2008
- Philodromus xinjiangensis Tang & Song, 1987